# Limnophora tenuiventris
Limnophora tenuiventris este o specie de muște din genul Limnophora, familia Muscidae, descrisă de Malloch în anul 1928. Conform Catalogue of Life specia Limnophora tenuiventris nu are subspecii cunoscute.